# Välisaaret (ö i Södra Savolax, Nyslott, lat 62,00, long 29,01)
Välisaaret är en ö i Finland. Den ligger i sjön Pieni-Sulkava och i kommunen Nyslott i  landskapet Södra Savolax, i den sydöstra delen av landet, 290 km nordost om huvudstaden Helsingfors. Öns area är 0,2 hektar och dess största längd är 90 meter i öst-västlig riktning.  Notera att namnet antyder att det är fråga om flera öar.